# Vrisnik
Vrisnik je malo brdsko mjesto u središtu otoka Hvaru, u sastavu općine Jelsa.
Smješten na obroncima brežuljka na čijem se vrhu nalazi župna crkva Sv. Ante s drvoredom čempresa iz 17. stoljeća. Vrisnik je dobio ime po vrijesu, vrsti aromatičnog bilja koji raste na otoku. 

## Zemljopisni položaj
Nalazi se na 43° 9' 6" sjeverne zemljopisne širine i 16° 39' 12" istočne zemljopisne dužine, 2 km južno od Svirača i Vrbanja, 2 km zapadno od Pitava i 3 km sjeverno od Ivan Dolca.

Nalazi se na dijelu Hvara gdje je otok najširi.

## Stanovništvo
| broj stanovnika | 453   | 491   | 572   | 620   | 708   | 606   | 657   | 569   | 455   | 311   | 308   | 274   | 257   | 240   | 215   | 190   | 186   |
|                 | 1857. | 1869. | 1880. | 1890. | 1900. | 1910. | 1921. | 1931. | 1948. | 1953. | 1961. | 1971. | 1981. | 1991. | 2001. | 2011. | 2021. |

Pri popisu iz 1991., naselje je smanjeno izdvajanjem dijela naselja Humac u samostalno naselje. U 1857. bilo je iskazan pod imenom Vrisnić.

## Poznate osobe
- Marin Franičević, hrv. književnik
- Jure Franičević-Pločar, hrv. književnik
- Božidar Medvid, rkt. svećenik, javni i kulturni djelatnik, prevoditelj, urednik, humanitarac, dvije godine bio je župnikom u Vrisniku
- Ivo Bojanić, hrvatski novinar i političar

## Spomenici i znamenitosti
- Crkva sv. Apolonije
- Kompleks crkve sv. Ante Opata i crkve sv. Roka

## Vanjske poveznice
- Vrisnik na fallingrain.com
- Vrisnik  Arhivirana inačica izvorne stranice od 31. ožujka 2009. (Wayback Machine) na jelsa.hr